# Diocèse de New Ulm
Le diocèse de New Ulm (Dioecesis Novae Ulmae) est un territoire ecclésiastique de l'Église catholique romaine aux États-Unis. Son église-mère est la cathédrale de la Sainte-Trinité, située à New Ulm dans le Minnesota.

## Historique
Le diocèse de New Ulm a été érigé par Pie XII, le 18 novembre 1957, par la constitution apostolique Qui Christi, recevant son territoire de l'archidiocèse de Saint-Paul-du-Minnesota, dont il est suffragant. Son premier évêque est Mgr Alphonse Schladweiler (1957-1975).

## Ordinaires
- Liste des évêques de New Ulm

## Territoire
Le diocèse englobe les comtés de Big Stone, de Brown, de Chippewa, de Kandiyohi, de Lac qui Parle, de Lincoln, de Lyon, de McLeod, de Meeker, de Nicollet, de Redwood, de Renville, de Sibley, de Swift, et celui de Yellow Medicine, ce qui représente une superficie de 25 535 km2.

## Statistiques
- Nombre de paroisses en 1966 : 97
- Nombre de paroisses en 1999 : 81
- Nombre de paroisses en 2007 : 78
- Nombre de catholiques en 2007 : 67 500
- Nombre d'habitants en 2007 : 287 700
- Nombre de prêtres en 1966 : 131, dont un régulier (un prêtre pour 543 baptisés)
- Nombre de prêtres en 1999 : 90, dont un régulier (un prêtre pour 776 baptisés)
- Nombre de prêtres diocésains en 2007 : 57, plus un prêtre régulier (un prêtre pour 1 241 baptisés)
- Nombre de diacres permanents en 2007 : 3
- Nombre de religieux en 2007 : 2 dont un prêtre
- Nombre de religieuses en 1966 : 294
- Nombre de religieuses en 1999 :  86
- Nombre de religieuses en 2007 : 66

## Source
- Annuaire pontifical, édition 2009